# Canton de l'Yssandonnais
Le canton de l'Yssandonnais est une circonscription électorale française du département de la Corrèze créée par le décret du 24 février 2014 et entrée en vigueur lors des élections départementales de 2015.

## Histoire
Un nouveau découpage territorial de la Corrèze entre en vigueur en mars 2015, défini par le décret du 24 février 2014, en application des lois du 17 mai 2013 (loi organique 2013-402 et loi 2013-403). Les conseillers départementaux sont, à compter de ces élections, élus au scrutin majoritaire binominal mixte. Les électeurs de chaque canton élisent au Conseil départemental, nouvelle appellation du Conseil général, deux membres de sexe différent, qui se présentent en binôme de candidats. Les conseillers départementaux sont élus pour 6 ans au scrutin binominal majoritaire à deux tours, l'accès au second tour nécessitant 12,5 % des inscrits au 1er tour. En outre la totalité des conseillers départementaux est renouvelée. Ce nouveau mode de scrutin nécessite un redécoupage des cantons dont le nombre est divisé par deux avec arrondi à l'unité impaire supérieure si ce nombre n'est pas entier impair, assorti de conditions de seuils minimaux. Dans la Corrèze, le nombre de cantons passe ainsi de 37 à 19. Le nouveau canton de l'Yssandonnais est formé de communes des anciens cantons d'Ayen et de Juillac.

## Représentation
| Période élective | Période élective | Mandat | Mandat   | Identité                                 | Nuance | Nuance | Qualité                                                                                                |
| ---------------- | ---------------- | ------ | -------- | ---------------------------------------- | ------ | ------ | --- |
| 2015             | 2021             | 2015   | en cours | Pascale Boissieras                       |        | PS     | Commerçante en fruits et légumes Conseillère municipale de Juillac                                     |
| 2015             | 2021             | 2015   | 2016     | Gérard Bonnet (Décédé le 6 octobre 2016) |        | PS     | Ancien employé du Trésor Public Président du conseil général (2012-2015), conseiller municipal d'Objat |
| 2015             | 2021             | 2016   | 2021     | Christian Bouzon (Remplaçant)            |        | DVG    | Professeur des écoles, premier adjoint au maire de Chabrignac (depuis 2008)                            |
| 2021             | 2028             | 2021   | en cours | Pascale Boissieras                       |        | PS     | Conseillère sortante                                                                                   |
| 2021             | 2028             | 2021   | en cours | Christian Bouzon                         |        | DVG    | Conseiller sortant                                                                                     |

### Résultats détaillés

#### Élections de mars 2015
À l'issue du 1er tour des élections départementales de 2015, deux binômes sont en ballottage : Didier Decemme et Nicole Poulverel (Union de la Droite, 45,46 %) et Pascale Boissieras et Gérard Bonnet (PS, 45,12 %). Le taux de participation est de 63,90 % (7 354 votants sur 11 508 inscrits) contre 59,60 % au niveau départemental et 50,17 % au niveau national.
Au second tour, Pascale Boissieras et Gérard Bonnet (PS) sont élus avec 52,35 % des suffrages exprimés et un taux de participation de 67,92 % (3 804 voix pour 7 811 votants et 11 500 inscrits).

#### Élections de juin 2021
Le premier tour des élections départementales de 2021 est marqué par un très faible taux de participation (33,26 % au niveau national). Dans le canton de l'Yssandonnais, ce taux de participation est de 45,67 % (5 263 votants sur 11 524 inscrits) contre 42,13 % au niveau départemental. À l'issue de ce premier tour, deux binômes sont en ballottage : Josette Fargetas et Philippe Vidau (DVD, 42,1 %) et Pascale Boissieras et Christian Bouzon (DVG, 37,31 %).
Le second tour des élections est marqué une nouvelle fois par une abstention massive équivalente au premier tour. Les taux de participation sont de 34,3 % au niveau national, 43,69 % dans le département et 51,13 % dans le canton de l'Yssandonnais. Pascale Boissieras et Christian Bouzon (DVG) sont élus avec 50,19 % des suffrages exprimés (2 769 voix pour 5 893 votants et 11 526 inscrits),,.

## Composition
Le nouveau canton de l'Yssandonnais comprend 21 communes entières.
| Nom                           | Code Insee | Intercommunalité                 | Superficie (km2) | Population (dernière pop. légale) | Densité (hab./km2) | Modifier                                    |
| ----------------------------- | ---------- | -------------------------------- | ---------------- | --------------------------------- | ------------------ | ------------------------------------------- |
| Objat (bureau centralisateur) | 19153      | CA du Bassin de Brive            | 9,57             | 3 737 (2022)                      | 390                | modifier les données · modifier les données |
| Ayen                          | 19015      | CA du Bassin de Brive            | 13,16            | 712 (2022)                        | 54                 | modifier les données · modifier les données |
| Brignac-la-Plaine             | 19030      | CA du Bassin de Brive            | 18,72            | 967 (2022)                        | 52                 | modifier les données · modifier les données |
| Chabrignac                    | 19035      | CA du Bassin de Brive            | 11,04            | 528 (2022)                        | 48                 | modifier les données · modifier les données |
| Concèze                       | 19059      | CC du Pays de Lubersac-Pompadour | 13,44            | 384 (2022)                        | 29                 | modifier les données · modifier les données |
| Juillac                       | 19094      | CA du Bassin de Brive            | 33,14            | 1 147 (2022)                      | 35                 | modifier les données · modifier les données |
| Lascaux                       | 19109      | CA du Bassin de Brive            | 7,26             | 226 (2022)                        | 31                 | modifier les données · modifier les données |
| Louignac                      | 19120      | CA du Bassin de Brive            | 21,91            | 244 (2022)                        | 11                 | modifier les données · modifier les données |
| Perpezac-le-Blanc             | 19161      | CA du Bassin de Brive            | 19,42            | 431 (2022)                        | 22                 | modifier les données · modifier les données |
| Rosiers-de-Juillac            | 19177      | CA du Bassin de Brive            | 9,85             | 175 (2022)                        | 18                 | modifier les données · modifier les données |
| Saint-Aulaire                 | 19182      | CA du Bassin de Brive            | 10,79            | 769 (2022)                        | 71                 | modifier les données · modifier les données |
| Saint-Bonnet-la-Rivière       | 19187      | CA du Bassin de Brive            | 10,11            | 404 (2022)                        | 40                 | modifier les données · modifier les données |
| Saint-Cyprien                 | 19195      | CA du Bassin de Brive            | 7,86             | 393 (2022)                        | 50                 | modifier les données · modifier les données |
| Saint-Cyr-la-Roche            | 19196      | CA du Bassin de Brive            | 8,24             | 458 (2022)                        | 56                 | modifier les données · modifier les données |
| Saint-Robert                  | 19239      | CA du Bassin de Brive            | 6,08             | 294 (2022)                        | 48                 | modifier les données · modifier les données |
| Saint-Solve                   | 19242      | CA du Bassin de Brive            | 5,84             | 451 (2022)                        | 77                 | modifier les données · modifier les données |
| Segonzac                      | 19253      | CA du Bassin de Brive            | 20,21            | 201 (2022)                        | 9,9                | modifier les données · modifier les données |
| Vars-sur-Roseix               | 19279      | CA du Bassin de Brive            | 4,26             | 409 (2022)                        | 96                 | modifier les données · modifier les données |
| Vignols                       | 19286      | CA du Bassin de Brive            | 15,41            | 529 (2022)                        | 34                 | modifier les données · modifier les données |
| Voutezac                      | 19288      | CA du Bassin de Brive            | 22,38            | 1 243 (2022)                      | 56                 | modifier les données · modifier les données |
| Yssandon                      | 19289      | CA du Bassin de Brive            | 20,17            | 696 (2022)                        | 35                 | modifier les données · modifier les données |
| Canton de l'Yssandonnais      | 1919       |                                  | 288,86           | 14 398 (2022)                     | 50                 | modifier les données                        |

## Démographie
En 2022, le canton comptait 14 398 habitants, en évolution de −1,06 % par rapport à 2016 (Corrèze : −0,59 %, France hors Mayotte : +2,11 %).
| 2013   | 2018   | 2022   |
| ------ | ------ | ------ |
| 14 431 | 14 353 | 14 398 |

## Historique des élections

### Élection de 2015
| Candidats            | Partis      | Partis      | Premier tour | Premier tour | Second tour | Second tour |
| Candidats            | Partis      | Partis      | Voix         | %            | Voix        | %           |
| -------------------- | ----------- | ----------- | ------------ | ------------ | ----------- | ----------- |
| Pascale Boissieras   |             | PS          | 3 034        | 45,12        | 3 804       | 52,35       |
| Gérard Bonnet*       |             | PS          | 3 034        | 45,12        | 3 804       | 52,35       |
| Didier Decemme       |             | UMP         | 3 057        | 45,46        | 3 463       | 47,65       |
| Nicole Poulverel     |             | UMP         | 3 057        | 45,46        | 3 463       | 47,65       |
| Ghislaine Bordas     |             | Ensemble    | 634          | 9,43         |             |             |
| Jean-Marc Vareille   |             | PG          | 634          | 9,43         |             |             |
|                      |             |             |              |              |             |             |
| Inscrits             | Inscrits    | Inscrits    | 11 508       | 100,00       | 11 500      | 100,00      |
| Abstentions          | Abstentions | Abstentions | 4 154        | 36,10        | 3 689       | 32,08       |
| Votants              | Votants     | Votants     | 7 354        | 63,90        | 7 811       | 67,92       |
| Blancs               | Blancs      | Blancs      | 351          | 4,77         | 308         | 3,94        |
| Nuls                 | Nuls        | Nuls        | 278          | 3,78         | 236         | 3,02        |
| Exprimés             | Exprimés    | Exprimés    | 6 725        | 91,45        | 7 267       | 93,04       |
| * conseiller sortant |             |             |              |              |             |             |